# Flines-lès-Mortagne
Flines-lès-Mortagne è un comune francese di 1 673 abitanti situato nel dipartimento del Nord nella regione dell'Alta Francia.

## Società

### Evoluzione demografica
Abitanti censiti